# Silvio Corrao
Silvestro Silvio Corrao (1917 o 1918 – Ciaculli, 30 giugno 1963) è stato un poliziotto italiano, vittima di Cosa Nostra.

## Biografia
Maresciallo di Pubblica Sicurezza, Silvio Corrao era in servizio presso la sezione omicidi della squadra mobile della questura di Palermo. Aveva fama di essere uno dei più brillanti poliziotti della città grazie ai numerosi arresti di criminali da lui effettuati. Uomo di grande cultura, amava recarsi spesso alla libreria Flaccovio per discutere di letteratura.
Il 30 giugno 1963 una telefonata anonima giunse alla questura di Palermo, informando della presenza di una Giulietta sospetta a Ciaculli, una borgata di Palermo. All'epoca era in corso la prima guerra di mafia, e la notte precedente si era già verificato un attentato a Villabate che aveva causato due morti, dunque i carabinieri giunti sul posto, guidati dal tenente Mario Malausa, preferirono attendere l'arrivo degli artificieri prima di procedere all'ispezione della macchina, temendo potesse trattarsi di un'autobomba. Il maresciallo Corrao decise di recarsi anch'egli sul posto, ritenendo che fosse essenziale una più stretta collaborazione tra polizia e carabinieri.
Dopo un'ora di lavoro sulla vettura, gli artificieri dell'esercito riuscirono a disinnescare la bomba che vi era stata messa. Non si resero conto però che in realtà una seconda bomba era nascosta nel bagagliaio. Quando dunque il tenente Malausa aprì il bagagliaio della macchina, questa esplose investendo in pieno lui, il maresciallo Corrao, il maresciallo dei CC Calogero Vaccaro, gli appuntati Eugenio Altomare e Marino Fardelli, il maresciallo dell'esercito Pasquale Nuccio e il soldato Giorgio Ciacci. Questa strage, passata alla storia come strage di Ciaculli, fu l'evento più sanguinoso della prima guerra di mafia. I mandanti della strage non furono mai identificati. Tra le ipotesi avanzate, vi fu quella secondo cui il responsabile dell'attentato fosse il boss Michele Cavataio, che voleva colpire i boss nemici, e quella secondo cui il vero obiettivo dell'attentato fosse il tenente Malausa a causa delle indagini fatte sui rapporti tra mafia e politica.
Del maresciallo Corrao vennero ritrovati solo la fede nuziale, la fondina della pistola e poco altro. Tutto ciò fu consegnato alla moglie.